# Nova Mutum EC
Nova Mutum EC is een Braziliaanse voetbalclub uit Nova Mutum in de staat Mato Grosso.

## Geschiedenis
De club werd opgericht in 1988 en werd in 2019 een profclub. De club nam deel aan de tweede klasse van de staatscompetitie en werd daar meteen kampioen. Het volgende seizoen in de hoogste klasse werd de club vijfde in de reguliere competitie, maar in de eindronde versloegen ze achtereenvolgens Sinop, Luverdense en União Rondonópolis, waardoor ze staatskampioen werden. De club plaatste zich zo voor de Copa do Brasil 2020. De club werd uitgeloot tegen Tombense en speelde 0-0 gelijk. De regel in de eerste ronde is echter dat de zwakkere club het thuisvoordeel krijgt, maar bij een gelijkspel gaat wel de op papier sterkere club door, waardoor de club uitgeschakeld was. De club neemt ook deel aan de nationale Série D 2021.

## Erelijst
Campeonato Mato-Grossense
2020